# Resa quantica
In meccanica quantistica, nel fenomeno della fluorescenza, si definisce resa quantica il rapporto tra il numero di fotoni emessi e il numero fotoni assorbiti:
{\displaystyle \Phi ={\frac {\rm {\ numero\ di\ fotoni\ emessi}}{\rm {\ numero\ di\ fotoni\ assorbiti}}}}
La resa quantica è valutata con una scala che va da 0 ad 1.0, ma è spesso rappresentata attraverso una percentuale. Una resa quantica di 1.0 descrive un processo in cui ogni fotone assorbito risulta in un fotone emesso. Sostanze con resa quantica molto alta, ad esempio le rodamine, hanno emissioni luminose intense; tuttavia, anche composti con una resa quantica di 0.10 sono considerati piuttosto fluorescenti.